# ویندوز ای‌پی‌آی

نام کلی مجموعه ای از عملکردهای اساسی رابط های برنامه نویسی کاربردی برای سیستم عامل های سیستم عامل مایکروسافت

ویندوز ای‌پی‌آی (به انگلیسی: Windows API) (به اختصار وین‌ای‌پی‌آی (به انگلیسی: WinAPI)) نامیست که مایکروسافت به رابط برنامه‌نویسی نرم‌افزار (API) موجود در سیستم‌عامل‌های ویندوز داده‌است. تمام برنامه‌های ویندوز به جزء برنامه‌های میز فرمان (console) باید با Windows API صرف نظر از زبان تشکیل دهنده آن برنامه تعامل داشته باشند. دسترسی سطح پایین‌تر به سیستم ویندوز، اساساً نیازمند راه اندازهای ابزار یا همان درایور‌ها است که توسط بنیان راه انداز ویندوز (Windows Driver Foundation) در نسخه‌های کنونی ویندوز فراهم شده است. یک بسته تولید نرم‌افزار (SDK) برای ویندوز موجود است که ابزارها و مستنداتی را فراهم می‌کند تا تولید کنندگان قادر به ایجاد نرم‌افزار با استفاده از ویندوز ای‌پی‌آی شوند و به فناوری‌های ویندوز بپیوندند.